# Ellinger Edina
Ellinger Edina (Budapest, 1980. február 13. –) magyar színésznő, bábművész, rendező, egyetemi tanár, színigazgató. 

## Életpályája
1998-ban érettségizett a Vajda János Gimnáziumban. Két évig a Kolibri Színház stúdiójának tanulója volt, ahol szakvizsgát is tett. 2000–2004 között a Színház- és Filmművészeti Egyetem hallgatója volt. 2004-től a Budapest Bábszínház tagja, majd igazgatóhelyettese. 2020-tól az intézmény igazgatója.
2018-ban DLA fokozatot szerzett a Színház- és Filmművészeti Egyetemen, ahol oktatóként is tevékenykedik.

## Fontosabb színházi munkái
- Kormányzóné (Natela Abasvili), Első Asszony – Bertolt Brecht-Paul Dessau: A kaukázusi krétakör (rendező: Vidovszky György)
- Kurva, táncosnő/Schatzie Kost – Masteroff-Kander-Ebb: Kabaré (rendező: Alföldi Róbert)
- Marie, Zöldruhás hölgy, Szurtos Panna – Caryl Churchill: Az iglic (rendező: Tengely Gábor)
- Hajnali csillag peremén (rendező: Tengely Gábor)
- Nők – Homérosz-Garaczi László: Odüsszeusz (rendező: Valló Péter)
- Rozi – Jeli Viktória-Tasnádi István: Rozi az égen (rendező: Tengely Gábor)
- Úrnő – Oscar Wilde-Gerevich András: Csillagfiú (rendező: Tengely Gábor)
- Templomárnyéki Egbert – Bálint Ágnes: Egy egér naplója (rendező: Lénárt András)
- Lány – Vörös Róbert: Sade márki 120 napja (rendező: Alföldi Róbert)
- Muszorgszkij: Egy kiállítás képei (rendező: Ács János)
- Jan Potocki: Parádé (rendező: Wieslaw Czolpinski)
- Kiskirálylány – Andersen: Vadhattyúk (rendező: Rumi László)
- Mickey – Háy János: Pán Péter (rendező: Kovács Géza)
- Angela – Carlo Gozzi-Heltai Jenő: A szarvaskirály (rendező: Balogh Géza)
- Puck – William Shakespeare: Szentivánéji álom (rendező: Josef Krofta)
- Kislány – Lázár Ervin: Szegény Dzsoni és Árnika (rendező: Lengyel Pál)
- Maszat Janka – Presser Gábor-Varró Dániel: Túl a Maszat-hegyen (rendező: Kovács Géza)
- Vadkörte – Gianni Rodari-Khaled-Abdo Szaida: Hagymácska (rendező: Veres András)
- Brangaene – Márton László: Trisztán és Izolda (rendező: Csizmadia Tibor)
- Frici – P. I. Csajkovszkij: Diótörő (rendező: Szőnyi Kató, Meczner János)
- Findusz – Sven Nordqvist-Fekete Ádám: Pettson és Findusz (rendező: Bereczki Csilla)
- A csomótündér – Gimesi Dóra: A csomótündér (rendező: Tengely Gábor)
- Linda, Ben anyukája – David Walliams: Gengszter nagyi (rendező: Hoffer Károly)
- Ena, Vakond – Felix Salten-Hársing Hilda: Bambi (rendező: Szilágyi Bálint)

## Rendezései
- Marék Veronika-Gimesi Dóra: Boribon és Annipanni
- Beatrix Potter-Fekete Ádám: Nyúl Péter

## Filmes és televíziós szerepei
- Limonádé (2002–2003)
- Magyar vándor (2004)

## Családja
Férjezett, három gyermeke van; lánya, Lili 2009-ben, ikerfiai, Áron és Dávid 2012-ben születtek.

## Díjai, elismerés7ei
- A legjobb előadás díja: Boribon és Annipanni – 21. Szabadkai Nemzetközi Gyermekszínházi Fesztivál (2014)
- Színikritikusok Díja a legjobb gyerek- és ifjúsági színházi előadásnak: Boribon és Annipanni (2014)
- Üveghegy-díj a legjobb gyerekszínházi előadásnak: Boribon és Annipanni – VII. Kaposvári ASSITEJ Gyermek- és Ifjúsági Színházi Biennálé (2013)
- Márciusi Ifjak Díj (2009)
- Havas-B. Kiss-díj (2008)
- Köztársasági Ösztöndíj (2003)